# Stern Fotografie
Stern Fotografie (eigene Schreibweise: stern FOTOGRAFIE) war ein Special-Interest-Magazin, das sich nach eigenen Worten „an Fotografen und Fotografie-Interessierte mit Sinn für die große Aussagekraft des stehenden Bildes“ richtete. In jeder Ausgabe präsentierte die Zeitschrift jeweils einen der weltweit berühmtesten Fotografen. Von 1996 bis 2014 erschienen vier Ausgaben pro Jahr.
Das Magazin war eine Line Extension der Zeitschrift stern. Chefredakteur war zuletzt der stern-Art Director Johannes Erler.
Das Magazin war zunächst als Heft im DIN A3-Format erhältlich. Ab Ausgabe Nr. 51 gab es stern Fotografie jedoch als Hardcover. „Das Heft wird zum Buch, das aufrecht im Regal steht.“
Die Auflage war limitiert auf 10.000 Stück pro Heft. Die Exemplare wurden fortlaufend nummeriert.

## Chronologie
1996
- Heft Nr. 03 – 1996 – Bilder aus schamloser Zeiten von Hans-Jürgen Burkard
- Heft Nr. 04 – 1996 – KanzlerBilder von Konrad R. Müller

1997
- Heft Nr. 06 – 1997 – Civil Wars von James Nachtwey
- Heft Nr. 07 – 1997 – William Klein

1998
- Heft Nr. 12 – 1998 – Das Bild vom Menschen

1999
- Heft Nr. 17 – 1999 – Glamour von Patrick Demarchelier

2000
- Heft Nr. 19 – März 2000 – Begegnungen von Volker Krämer
- Heft Nr. 20 – Juni 2000 – Party von Mario Testino
- Heft Nr. 21 – September 2000 – Men von Giorgia Fiorio
- Heft Nr. 22 – 12. Dezember 2000 – Roadside America von Bruce Weber

2001
- Heft Nr. 23 – 13. März 2001 – Francis Giacobetti
- Heft Nr. 24 – 11. Juni 2001 – Horst von Horst P. Horst
- Heft Nr. 25 – 11. September 2001 – Surprise von Peggy Sirota
- Heft Nr. 26 – 11. Dezember 2001 – Picture-Man von Peter Beard

2002
- Heft Nr. 27 – 11. März 2002 – Tension von Andreas H. Bitesnich
- Heft Nr. 28 – 11. Juni 2002 – Ellen’s Girls von Ellen von Unwerth
- Heft Nr. 29 – 9. September 2002 – Invasion von Peter Lindbergh
- Heft Nr. 30 – 9. Dezember 2002 – Dreams von Karl Lagerfeld

2003
- Heft Nr. 31 – 13. März 2003 – André Kertész
- Heft Nr. 32 – 17. Juni 2003 – John Rankin Waddell
- Heft Nr. 33 – 9. September 2003 – Robert Mapplethorpe
- Heft Nr. 34 – 9. Dezember 2003 – Terry Richardson

2004
- Heft Nr. 35 – 8. März 2004 – Man Ray
- Heft Nr. 36 – 15. Juni 2004 – Martin Parr
- Heft Nr. 37 – 14. September 2004 – Innocence von Anton Corbijn
- Heft Nr. 38 – 14. Dezember 2004 – Bruce Weber

2005
- Heft Nr. 39 – 15. März 2005 – Elliott Erwitt
- Heft Nr. 40 – 15. Juni 2005 – Cecil Beaton
- Heft Nr. 41 – 15. September 2005 – Robert Polidori
- Heft Nr. 42 – 13. Dezember 2005 – Albert Watson

2006
- Heft Nr. 43 – 14. März 2006 – Tim Walker
- Heft Nr. 44 – 12. Juni 2006 – Steven Klein
- Heft Nr. 45 – 11. September 2006 – Bryan Adams
- Heft Nr. 46 – 11. Dezember 2006 – Andreas Feininger

2007
- Heft Nr. 47 – 13. März 2007 – Peter Lindbergh
- Heft Nr. 48 – 5. Juni 2007 – Mark Seliger
- Heft Nr. 49 – 11. September 2007 – Bert Stern
- Heft Nr. 50 – 11. Dezember 2007 – David Bailey

2008
(Seit Ausgabe Nr. 51 erscheint stern Fotografie als Hardcover.)
- stern Fotografie Nr. 51 – 11. März 2008 – David LaChapelle
- stern Fotografie Nr. 52 – 10. Juni 2008 – Lord Snowdon
- stern Fotografie Nr. 53 – 9. September 2008 – Mario Testino
- stern Fotografie Nr. 54 – 9. Dezember 2008 – Martin Schoeller

2009
- stern Fotografie Nr. 55 – 10. März 2009 – Inez van Lamsweerde und Vinoodh Matadin[2]
- stern Fotografie Nr. 56 – 9. Juni 2009 – Nobuyoshi Araki[3]
- stern Fotografie Nr. 57 – 8. September 2009 – Paolo Pellegrin[4]
- stern Fotografie Nr. 58 – 8. Dezember 2009 – Herb Ritts[5]

2010
- stern Fotografie Nr. 59 – 9. Februar 2010 – Heinz Köster[6]
- stern Fotografie Nr. 60 – 7. Juni 2010 – Karl Lagerfeld & Claudia Schiffer[7]
- stern Fotografie Nr. 61 – 14. September 2010 – Guy Bourdin

 2011 
- stern Fotografie Nr. 62 – 2011 – Hedi Slimane
- stern Fotografie Nr. 63 – 2011 – Helmut Newton: the stern years 1973–2000
- stern Fotografie Nr. 64 – 2011 – Bruce Gilden
- stern Fotografie Nr. 65 – 2011 – Erwin Blumenfeld
- stern Fotografie Nr. 66 – 2011 – Robert Capa

2012
- stern Fotografie Nr. 67 – 2012 – Volker Hinz
- stern Fotografie Nr. 68 – 2012 – Steve McCurry
- stern Fotografie Nr. 69 – 2012 – Nadav Kander
- stern Fotografie Nr. 70 – 2012 – Alison Jackson

2013
- stern Fotografie Nr. 71 – 2013 – Yousuf Karsh
- stern Fotografie Nr. 72 – 2013 – Mario Sorrenti
- stern Fotografie Nr. 73 – 2013 – Brigitte Lacombe
- stern Fotografie Nr. 74 – 2013 – Tim Flach

2014
- stern Fotografie Nr. 75 – 2014 – Robert Lebeck